# トライアンフ・サンダーバード
トライアンフ・サンダーバード（Triumph Thunderbird）は、1949年にトライアンフが発売し、1966年までさまざまな形態で生産されたオートバイ。この名前は、新しい独自のトライアンフのモデルにさらに3回使用された。

## トライアンフ・エンジニアリング：6Tサンダーバード

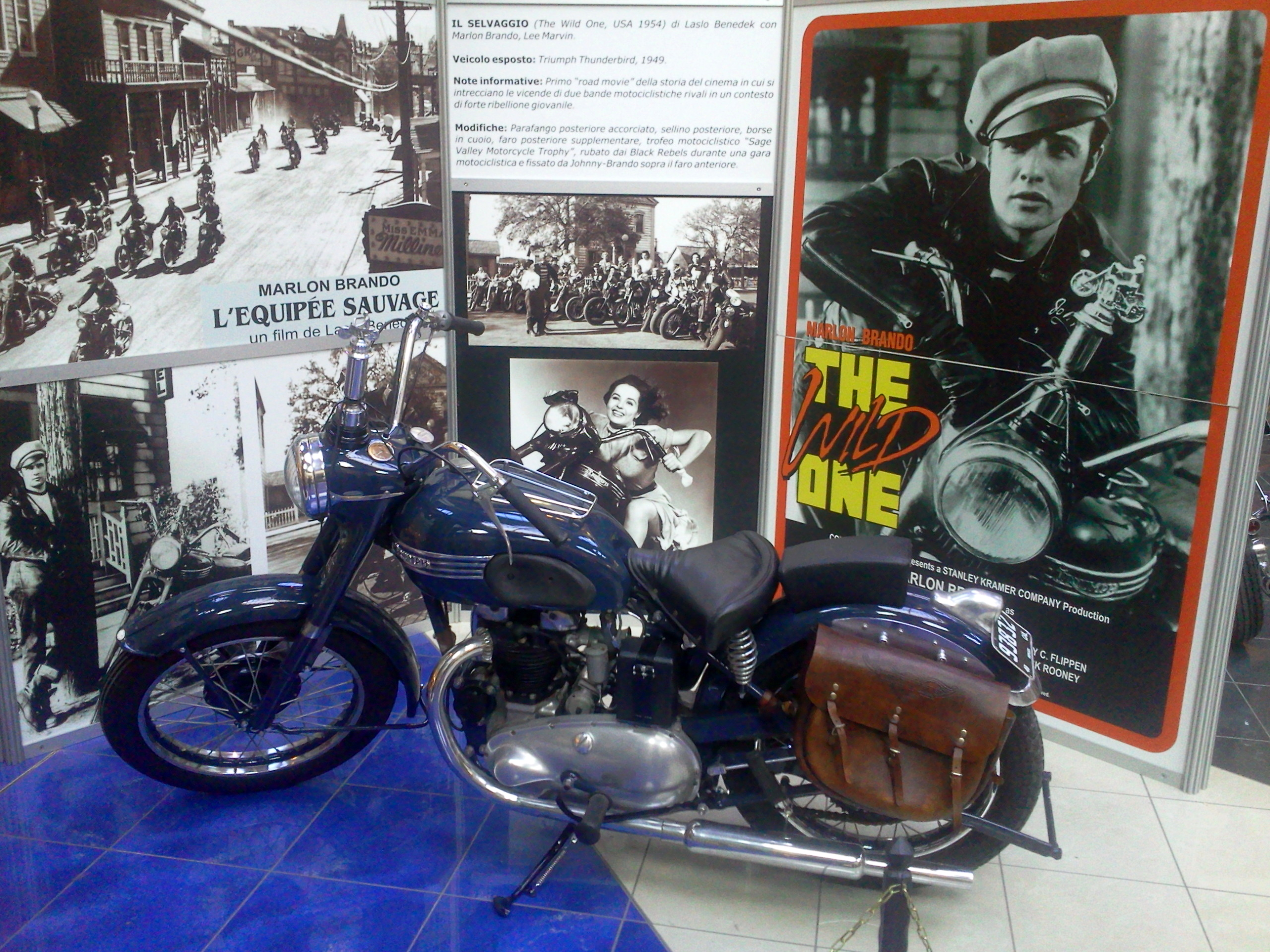
映画の宣伝写真に囲まれた映画『乱暴者』のマーロン・ブランドの1950年式6Tトライアンフ・サンダーバードのレプリカ

アメリカ市場を獲得するため、6Tサンダーバードは、以前のスピードツインの並列2気筒エンジンの派生型を使用し、アメリカの顧客の要求に応えるために500ccから650ccにボアアップされていた。スピードツインを大きくするというコンセプト、サンダーバードの名称と「ペーパーダーツ（紙飛行機）」ロゴは、マネージングディレクターのエドワード・ターナーが、トライアンフのアメリカ事業所への定期的な出張の際に思いついた。「ペーパーダーツ」ロゴは、1955年から1962年までサンダーバードのチェーンケースカバーにエンボス加工されており、よく見ると1962年モデルの販促写真で確認することができる。それ以前は、ヘッドライトナセルのデカールとして表示されていた。

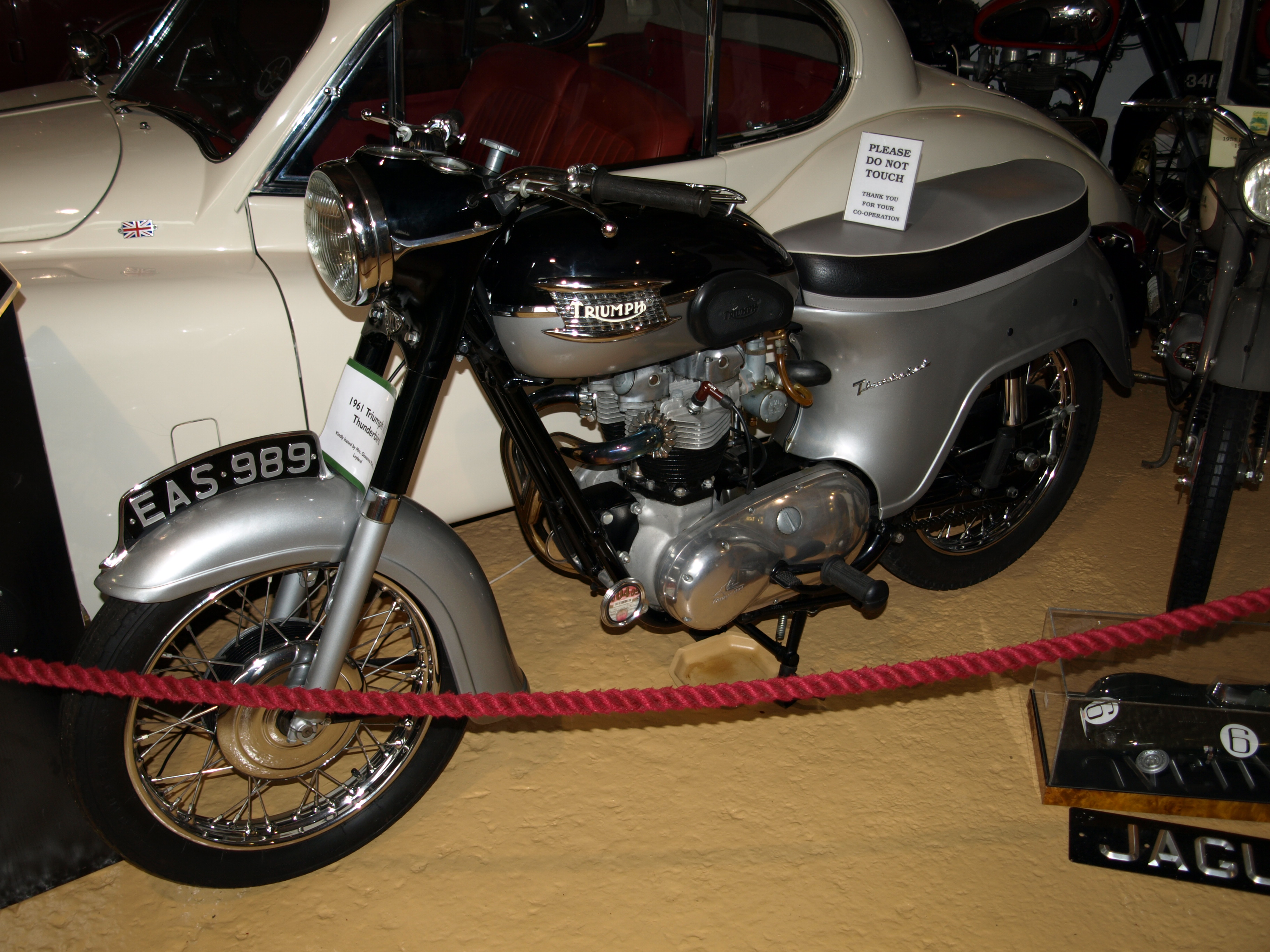
最後のギアボックス別体型エンジンを搭載した1962年型トライアンフ・サンダーバード。ヘッドライトなせる、排気システムおよびフルバージョンの珍しいバスタブ型リアフェアリンが注目される。

6Tサンダーバードはパリ近郊のモンレリで公開発表され、3台の量産型オートバイがチームライダーによってサーキットを走行した。ライダーチームは平均92 mph (148 km/h)で500マイル (800 km)の距離を走破した。3台すべてがサーキットまで走行し、メリデン工場まで戻った。
トライアンフは、1953年の映画『乱暴者』で主演のマーロン・ブランドが1950年式6Tマーロン・ブランドに乗ったことで更に永続的な宣伝効果を得た。『Triumph Motorcycles In America』という本には、乱暴なオートバイギャングを題材にしたこの映画でトライアンフのマシンを使用することに反対する、トライアンフの輸入業者からの手紙が掲載されている。
1960年以降、サンダーバードはターナーが設計したリアフェアリングを採用した。このフェアリングは、その形状から「バスタブ」の異名をとっている。この不人気装備は、アメリカ市場ではすぐに廃止されたが、本国市場向けには、生産最終年の1966年に完全に姿を消すまで、常に簡略化された形で残された。それ以前の1963年には、サンダーバードはトライアンフの他の650ccモデルと同様に、ターナーが設計したギアボックス一体型エンジンを搭載していた。しかし、この間もサンダーバードは特徴的なナセルを装備していた。1966年型サンダーバードは、2006年の人気恋愛映画『ONCE ダブリンの街角で』で主役たちが使用したことでも知られている。

## トライアンフ・メリデン協同組合：TR65サンダーバード
メリデン工場のトライアンフ労働者協同組合は、1981年4月にサンダーバードというモデル名を自社の製品ラインナップに再導入した
。
トライアンフ・TR65サンダーバードの650ccのパラレルツインは、T140ボンネビルの750ccエンジンをショートストローク化したもので、このモデルは、ディスクではなくドラムのリアブレーキ、タコメーターの欠如、統合された排気システム、研磨された合金ではなく塗装された合金、経済的なダンロップゴールドシールタイヤなどの予算に優しい機能を備えた、トライアンフのラインナップの中で最も安価なモデルだった。さらに、トライアンフの750ccシリーズは電子点火装置を採用していたのに対し、TR65にはポイント点火が採用されていた。その系譜を踏襲し、サイドカバーにはターナーがデザインした「ペーパーダーツ」ロゴが採用されていたが、「Thunderbird」の文字は刷新され、異なるものに変更されていた。TR65の発売時の価格は1,829.82ポンドだった。1982年モデルの輸出モデルでは、ポイント点火とドラムのリアブレーキはそのままに、エコノミー仕様の仕上げがアップグレードされた。

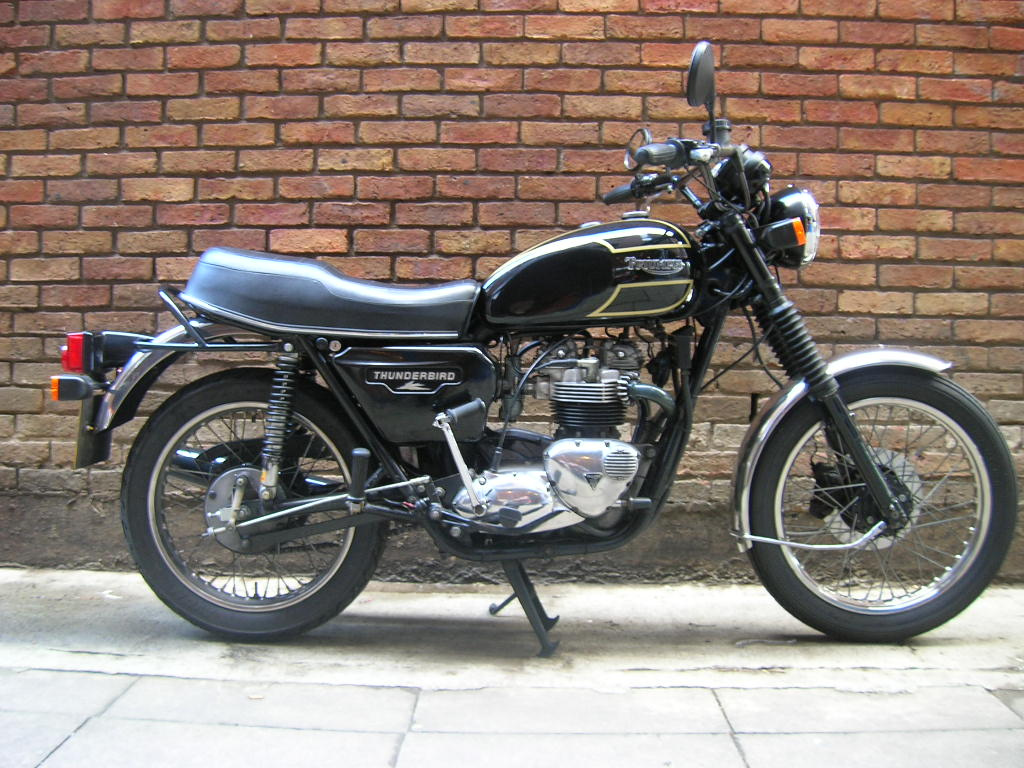
1983年モデルのトライアンフ・サンダーバード（一体型排気システム搭載）。この頃には、1981年モデルの初期仕様ではエンジンの仕上げが低価格のサテンブラックから、ポリッシュ仕上げのアルミまたはクローム仕上げに変更されていた。

1981年にはトレイルバージョンのTR65TであるTR65Tも登場したが、おそらく750ccモデルと同価格だったことから初期の750ccモデルとともに販売不振から1982年後半にはラインナップから外されていた。
1984年モデルとしてスタイルを変えてエンジンをボアダウンした600ccのTR60サンダーバードが展示されたが、1983年末に協同組合が閉鎖されたことから生産には至らなかった。予定されていた価格は2,181ポンドだった。サンダーバード600の試作車はイギリス国防省の要求で通常のTR65に改修された。ヴィンテージ・モーターサイクル・クラブが保有するメリデン・トライアンフ工場の生産記録によると、1983年6月1日に製造されたこのTR65は、メリデン工場が同年8月に閉鎖される前に製造された最後の650ccオートバイであり、最後から2番目に製造されたオートバイだった。

## ノートン・ヴィリヤーズ・トライアンフ（NVT）：T180サンダーバードIII
1975年、NVTの870cc3気筒のプロトタイプ、T180トライアンフ・サンダーバードIIIが開発された。これはトライアンフ・T160のエンジンを拡大した藻だったが、T180は生産には至らなかった。NVTは試作車をメリデン協同組合に引き渡したが、協同組合もオイルベアリングフレームにエンジンを搭載する実験を行ったものの、生産には移行しないことを選択した。

## トライアンフ・ヒンクリー：T309RTサンダーバード（3気筒）
ヒンクリーを拠点とした新しいトライアンフ社は、1994年にトライアンフ・サンダーバード900を発売した。コード番号T309RTの新型サンダーバードは、トライアンフの米国市場への再参入を成功させる上で重要な役割を果たした。

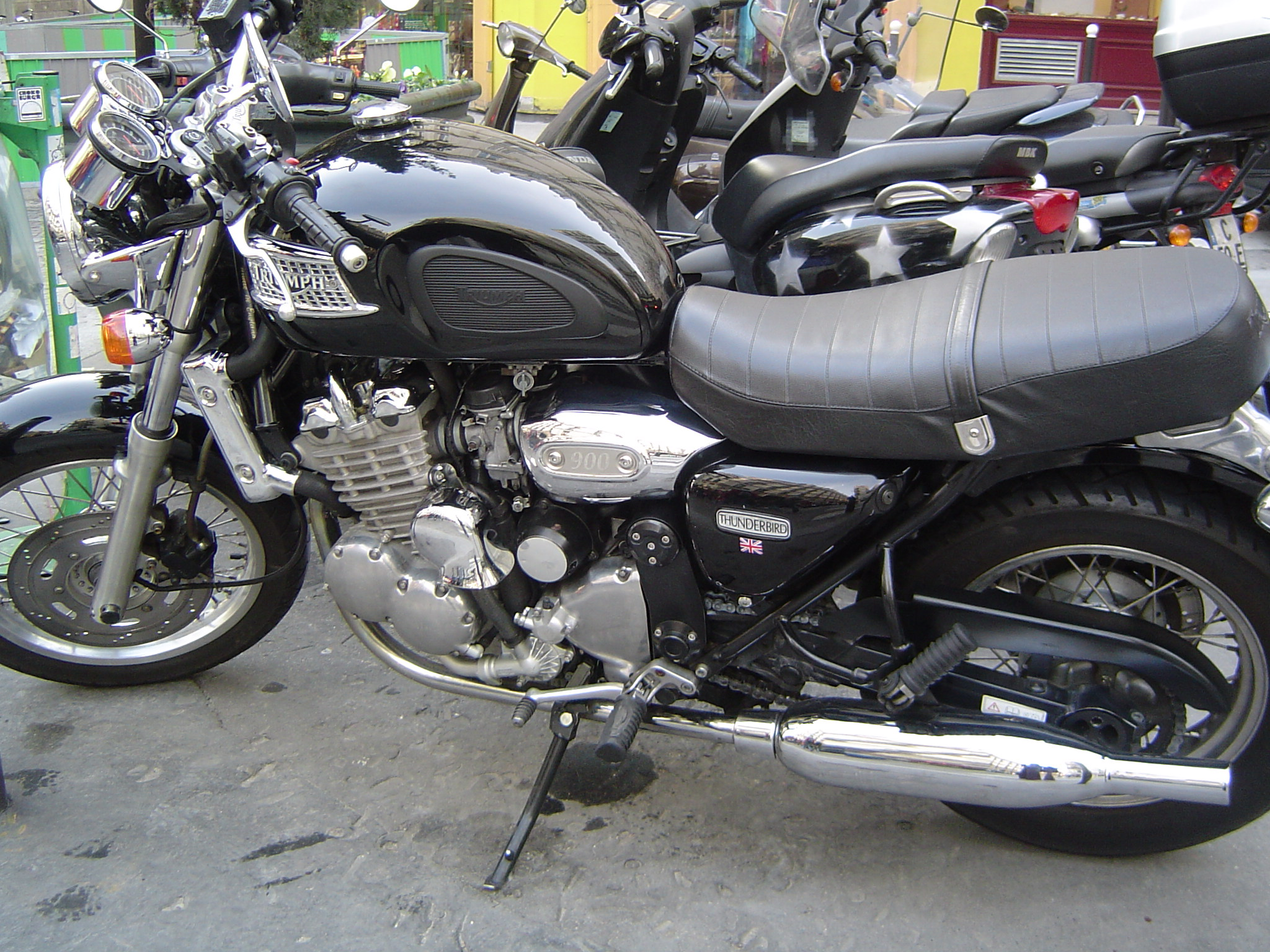
トライアンフ・900サンダーバード

「サンダーバード」の名とレトロなスタイリングは、1960年代のトライアンフ社の黄金時代を彷彿とさせた。これは、復活を遂げた同社が初めて製造した「クラシック」トライアンフだった。当時のルックスを再現するために再設計され、低回転域でのトルクを高めるためにデチューンされたエンジンは、885cc3気筒エンジンの派生型だった。最高出力は98 bhp (73 kW)から69 bhp (51 kW)に下げられた。
ヒンクリーは、ワッペン、レザージャケット、アンクルブーツなどからなる衣料品も生産しており、すべてにエドワード・ターナーのオリジナルの「ペーパーダーツ」サンダーバードのロゴがあしらわれている。
1995年モデルは、当時有名だったスターパメラ・アンダーソンが出演した映画『バーブ・ワイヤー/ブロンド美女戦記』の宣伝写真に登場し、大きな注目を集めた。

## トライアンフ・ヒンクリー：1,600ccおよび 1,700ccのサンダーバード（2気筒）

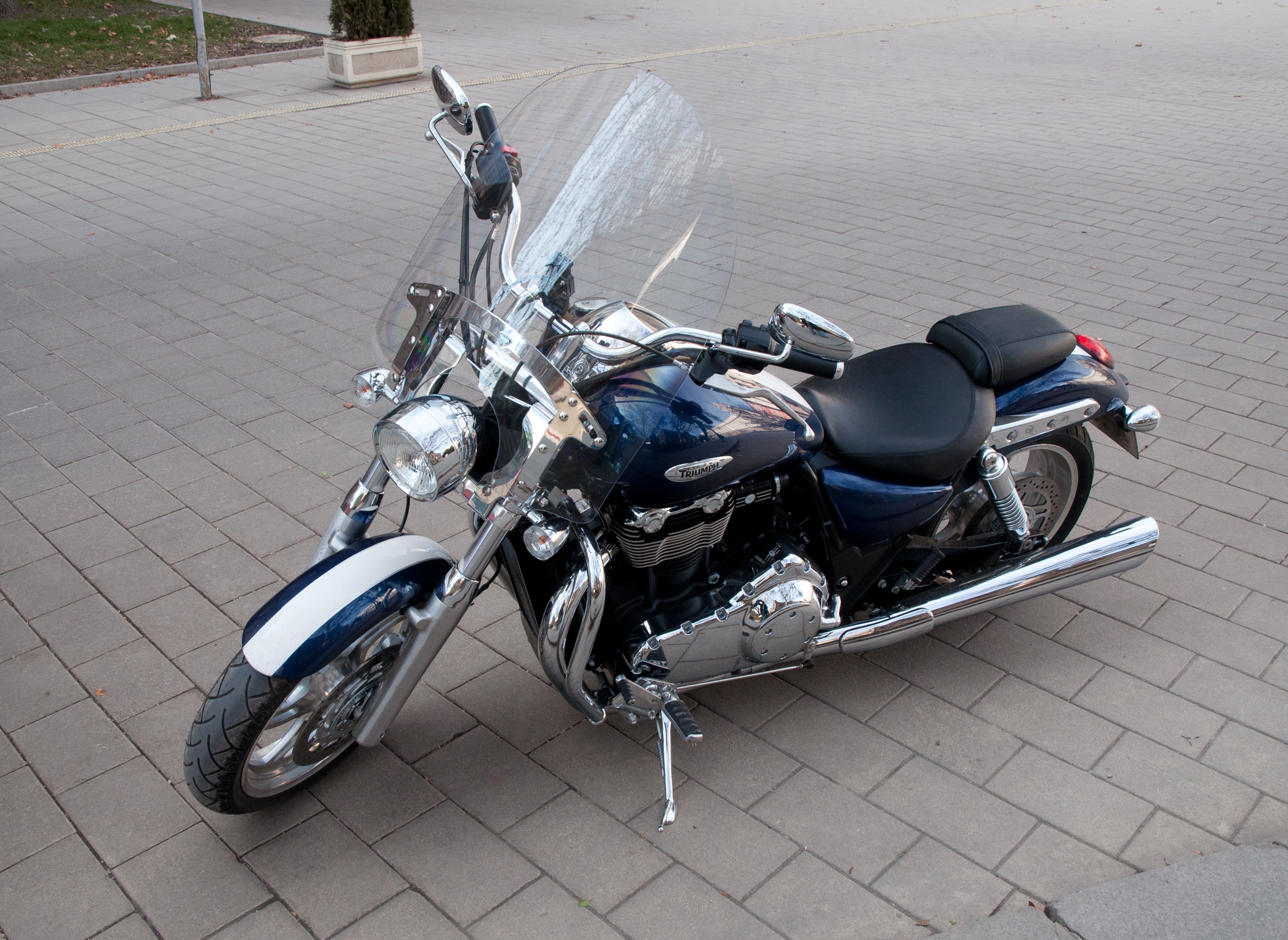
サンダーバード1600

2008年7月に、トライアンフは水冷並列2気筒エンジンで6速ギアボックスとベルトドライブを備えた新しいサンダーバードを発表した。このモデルは2009年7月に発売された。2009-2010年モデルのサンダーバードでは、トライアンフは写真にあるように後期型サンダーバードのチェーンケースカバーを彷彿とさせるエドワード・ターナーによるオリジナルの「ペーパーダーツ」サンダーバードのロゴと文字をあしらったクローム仕上げのクラッチカバーアクセサリーを販売した。以前はオプションだった1,700ccエンジンを標準装備した、ブラック仕上げの2011年型サンダーバード・ストームモデルにも、クラッチカバーの「Storm」の文字の上に、同じサンダーバードの「ペーパーダーツ」ロゴが標準装備されている。この世代のサンダーバードの生産は、2019年モデルが最後となった。

### 書誌
- Bacon, Roy (1995). Triumph Twins and Triples. Niton Publishing. ISBN 978-1-85579-026-1
- Brooke, A. Lindsay; Gaylin, David (1992) (英語). Triumph Motorcycles in America. Motorbooks International. ISBN 9780879387464
- Brooke, Lindsay (2002) (英語). Triumph : A Century of Passion and Power. MotorBooks International. ISBN 9781610592277
- Davies, Ivor (1998). Triumph – The Complete Story. The Crowood Press. ISBN 978-1-86126-149-6
- Davies, Ivor (1984) (English). Triumph Thunderbird (Super Profile) (First Editionition ed.). G T Foulis & Co Ltd. ISBN 9780854293537. ASIN 0854293531
- McDiarmid, Mac (1998). Triumph-The Legend. Parragon Publishing. ISBN 978-0-7525-2080-3
- Rosamond, John (2009) (英語). Save the Triumph Bonneville: The Inside Story of the Meriden Workers' Co-op. Veloce Publishing Ltd. ISBN 9781845842659